# General Electric GE90
El General Electric GE90 es un motor turbofán de alta derivación fabricado por la compañía estadounidense General Electric específicamente para equipar al Boeing 777.
El motor General Electric GEnx que ha sido diseñado para equipar los Boeing 787 y Boeing 747-8 deriva del GE90.

## Aplicaciones

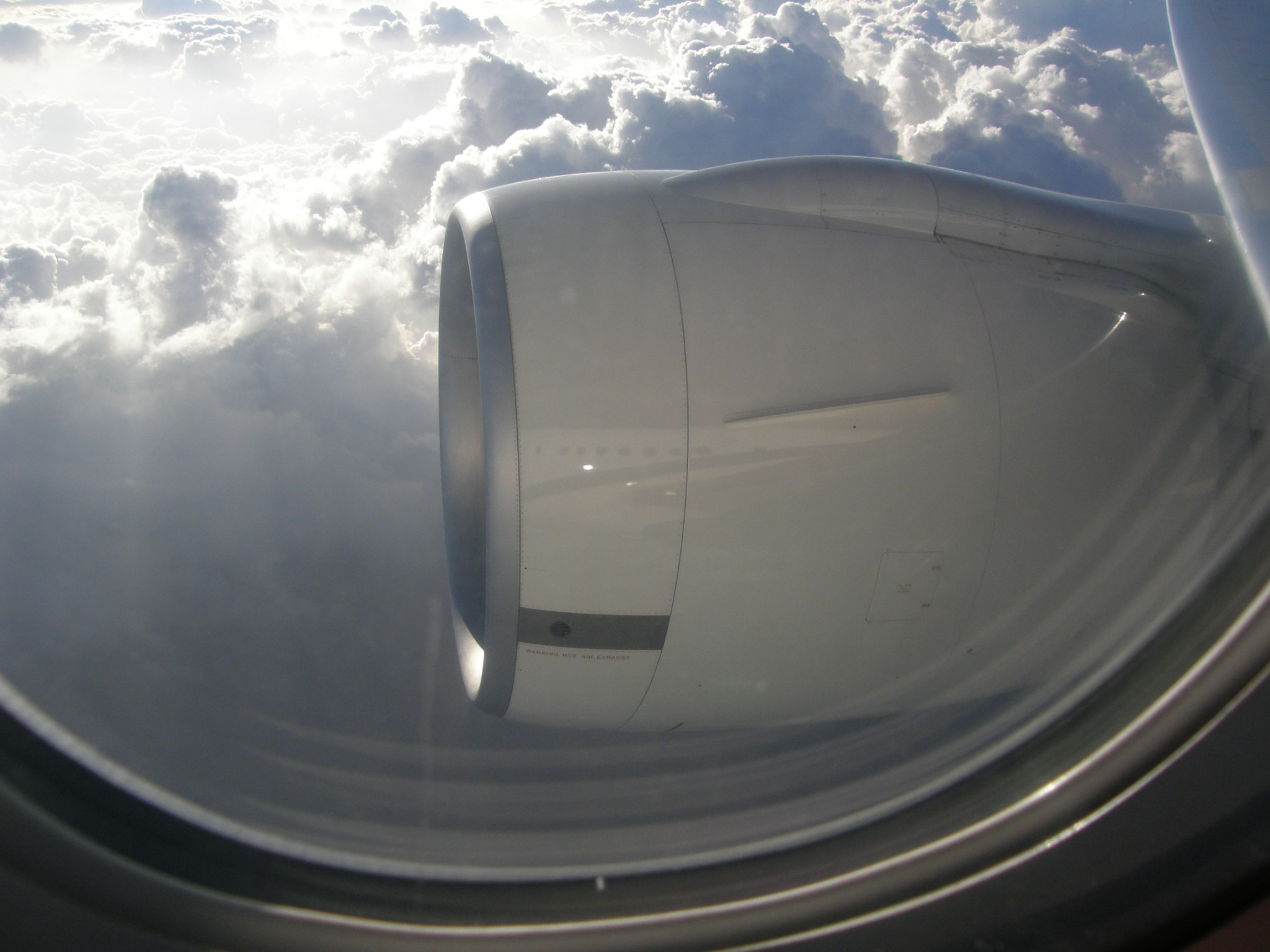
Motor General Electric GE90 montado en un Boeing 777 de Pakistan International Airlines.

- Boeing 777

### Motores similares
- Rolls-Royce Trent 800

### Listas relacionadas
- Anexo:Motores aeronáuticos